# Tata (by)
 For alternative betydninger, se Tata. (Se også artikler, som begynder med Tata)
Tata er en by i det nordvestlige Ungarn med 23.549(2024) indbyggere. Byen ligger i provinsen Komárom-Esztergom.